# Rhododendron vaseyi
Rhododendron vaseyi is een plant uit de heidefamilie (Ericaceae) die voorkomt in het oosten van Noord-Amerika.
De soort is genoemd naar de Amerikaan G.R. Vasey (zoon van botanicus George Vasey), die de soort in 1878 in het westen van North Carolina ontdekte. In het Engels wordt de plant vaak 'Pinkshell Azalea' genoemd.
De bladverliezende struik wordt meestal 2,5 m hoog, maar in hetnatuurlijke verspreidingsgebied kan de plant tot 5 m hoog worden.
De bloemen zijn evenals bij Rhododendron canadense tweelippig doordat enkele kroonbladen vergroeid zijn. De bloeiperiode begint in april. De bloemen zijn afwijkend van andere Rhododendron-soorten doordat ze meestal zeven en soms vijf meeldraden hebben.
De bladeren van deze plant worden in de herfst rood.
De plant maakt deel uit van de National Collection of Endangered Plants. Namens het Center for Plant Conservation zorgt het Arnold Arboretum voor de bescherming van de plant.

## Voorkomen
Haar natuurlijke verspreidingsgebied beslaat slechts zes counties in de bergen van het westen van North Carolina.
De soort groeit in ravijnen, moerassen, langs rivieroevers en op open plaatsen in naald- en loofbossen in de bergen op hoogten tussen de 1000 en 1700 m. Hierbij verspreidt de soort zich gemakkelijk op nieuw opengevallen plekken, zodat houtkap niet direct een bedreiging voor de soort vormt.

## Tuin
Verschillende bronnen noemen als cultivars:
- 'White Find' (sneeuwwitte bloemen met groene stippen)
- 'Pinkerbell' (donkerroze)
- 'Album' met witte bloemen
- 'Suva' met roze bloemen

Andere bronnen bestrijden dat dit werkelijke cultivars zijn en betreft het hier een witte vorm van de in het wild voorkomende soort.
De soort is behoorlijk vorstbestendig, en wordt om deze reden ook in Scandinavië in tuinen aangeplant.
Voor het ontkiemen van zaden is vochtige, zure (pH = 4,5-6) grond noodzakelijk.
Evenals Rhododendron canadensis vormt de soort moeilijk hybriden.